# Hay Lakes (Alberta)
Hay Lakes est un village (village) du Comté de Camrose, situé dans la province canadienne d'Alberta.

## Démographie
En tant que localité désignée dans le recensement de 2011, Hay Lakes a une population de 425 habitants dans 170 de ses 187 logements, soit une variation de 17,4 % avec la population de 2006. Avec une superficie de 0,582 1 km2, village possède une densité de population de 730,115 1 hab/km2 en 2011.
Concernant le recensement de 2006, Hay Lakes abritait 362 habitants dans 132 de ses 152 logements. Avec une superficie de 0,582 1 km2, le village possédait une densité de population de 621,9 hab/km2 en 2006.
| 2001 | 2006 | 2011 | 2016 |
| ---- | ---- | ---- | ---- |
| 346  | 362  | 425  | 495  |